# Cercomonadida
Die Cercomonadida sind eine Ordnung heterotropher Flagellaten und werden den Cercozoa zugeordnet.

## Merkmale
Die Cercomonadida sind freilebende Amöboflagellaten: zumindest ein Teil der Arten wechselt zwischen der amöboiden und flagellaten Form. Eine Zellwand bilden sie nicht. Sie besitzen zwei unterschiedlich schlagende Geißeln, die keine Mastigonemata tragen. Die vordere Geißel weist nach vorne und vollführt schlagende Bewegungen. Die hintere Geißel läuft an der Bauchseite der Zelle entlang nach hinten. Die bei etlichen Vertretern vorkommenden Pseudopodien dienen der Nahrungsaufnahme, nicht wie bei vielen anderen Amöben der Fortbewegung. Die meisten Arten sind mit rund 10 µm relativ klein.
Manche Arten besitzen einen komplexen Lebenszyklus, in dem auch vielkernige und vielgeißelige Plasmodien vorkommen. Einige Arten bilden auch Zysten. Die Kinetosomen sind mit dem Zellkern verbunden. Die Mitochondrien besitzen röhrenförmige Cristae. Sie besitzen Microbodys und verschiedene Formen von Extrusomen.

## Verbreitung und Habitate
Die Cercomonadida sind weltweit verbreitet. Sie sind in Salz-, Brack- und Süßwasser zu finden, auch in anoxischen Habitaten wie beispielsweise Abwasserreinigungsanlagen. Sie kommen auch auf den Mikroben-Matten rund um Stromatolithen vor. Die Gattungen Cercomonas, Heteromita und Allantion sind auch in Böden sehr weit verbreitet und bilden bis zur Hälfte der gesamten Protozoen-Biomasse im Boden. Häufig werden die Cercomonadida aufgrund ihrer geringen Größe jedoch übersehen.

## Systematik
Die Cercomonadida wurden von Poche 1913 aufgestellt, ersetzten die Rhizomastigina von Bütschli und enthielten nur die Gattung Cercomonas. K. Vickerman hat die Diagnose 1983 erweitert, sodass die Ordnung nun auch Heteromita umfasste. Eine weitere Revision der Diagnose erfolgte 1986 durch Mylnikov. Lange war die Zugehörigkeit der Gattungen Cercomonas, Heteromita, Bodomorpha, Helkesimastix und Massisteria zur Ordnung unstrittig, die Neubeschreibung einiger Gattungen sowie molekularbiologische Ergebnisse führten zu einigen Änderungen. Mylnikov und Karpov (2004) stellten in ihrem Review folgende Systematik auf, die im Wesentlichen auch von Adl et al. 2005 übernommen wurde:
- Familie Cercomonadidae: Die Vertreter haben eine variable Körperform, bilden habituell Pseudopodien aus, bilden eine Mikrotubuli-Kegel und besitzen die Extrusomen Mikrotoxizysten, Trichozysten-ähnliche Strukturen und osmiophile Körper. Manche Formen bilden Plasmodien.
- Familie Heteromitidae: Die Vertreter haben eine feste Körperform, bilden Pseudopodien zeitlich begrenzt. Mikrotubuli-Kegel und Pseudopodien fehlen. Als Extrusomen werden Kinetozysten gebildet.

Proleptomonas und Mallisteria werden nicht mehr zu den Cercomonadida gestellt, sondern als incertae sedis dem nächsthöheren Taxon Cercozoa zugeordnet. Bodomorpha wurde in Cercomonas eingegliedert.
Die beiden Familien sind auch in kladistischen Analysen getrennt. Die Schwestergruppe der Cercomonadida dürften die Silicofilosea sein.

## Belege
- Sina M. Adl et al.: The New Higher Level Classification of Eukaryotes with Emphasis on the Taxonomy of Protists. In: The Journal of Eukaryotic Microbiology. Bd. 52, Nr. 5, 2005, S. 399–451. doi:10.1111/j.1550-7408.2005.00053.x.
- Alexander P. Myl'nikov, Serguei A. Karpov: Review of diversity and taxonomy of cercomonads. In: Protistology. Bd. 3, Nr. 4, 2004, ISSN 1680-0826, S. 201–217, online (PDF; 249 kB).